# 岡田徳至
岡田 徳至（おかだ のりよし、享和2年（1802年） - 元治元年10月5日（1864年11月4日））は江戸時代後期の水戸藩家老。字は伯奉、仮名は新之介、新太郎、木工介、百官名としては兵部を称した。諱は徳至。号は確翁。官位は信濃守従五位下。没後、贈正四位。

## 概要
父は岡田木工介徳昇、母は朝比奈泰宣の女。嫡男として生まれる。8代藩主・斉脩に仕え、文政2年（1819年）家督相続により900石を給され御前小姓となる。同6年（1825年）歩行頭となり、同10年（1829年）小姓頭となる。天保元年（1830年）、進物番頭となり、同年3月書院番頭に進み、嘉永2年（1849年）、大寄合頭となり同4年（1851年）、大寄合頭上座用達となり、同5年（1852年）、江戸・役料300石を加増され、安政2年（1855年）、家老となる。同4年（1857年）、叙爵し信濃守従五位下に任官、9月に致仕する。
万延元年（1860年）、元家老・大場一真斎、武田耕雲斎らと再び藩政に加わったが、東禅寺事件の発生にて引責し謹慎処分となる。同2年（1861年）、用達再勤を命ぜられ、900石役料500石を賜るものの、元治元年（1864年）9月に諸生党の市川三左衛門が実権を掌握すると藩政から追われ罷免となる。同年10月5日に自刃した。享年63。維新後、正四位を贈位される。